# Scott Westerfeld
Scott Westerfeld (Dallas, Texas, 1963. május 5. –) amerikai sci-fi-író, aki leginkább ifjúsági fantasztikus regényeivel vált ismertté. A sci-finek széles palettáján alkotott már. Disztópiái mellett írt már hard sci-fi, science fantasy, cyber- és steampunk témájú könyveket is. Pályája során már több díjat is elnyert. Magyarországon a Csúfok-sorozatot (mely a szerző legismertebb könyvsorozata) adták ki tőle először, 2012-ben pedig az Ad Astra kezdte meg a Leviatán-sorozat hazai publikálását.
Westerfeld a Vassar Collegeben diplomázott 1985-ben, karrierje kezdetén pedig zeneszerzőként tevékenykedett. Első regényét 1997-ben adták ki, mely Polymorph címmel jelent meg. A regényre nagy hatást gyakoroltak a szerző első New York-i élményei, mikor az 1980-as években a városba költözött.
Westerfeld munkásságát a filmipar sem kerülte el. A So Yesterday című regényéből a Fahrenheit 9/11 és a Kóla, puska, sültkrumpli producerei akartak filmet készíteni, de Westerfeld kiírta a blogjára, hogy a projekt iránt elvesztették az érdeklődésüket. A 20th Century Fox 2006-ban érdeklődött a Csúfok-sorozat iránt. Jelenleg is zajlik a forgatókönyv írása.
A szerző jelenleg Sydney és New York között ingázva éli mindennapjait. Felesége Justine Larbalestier, szintén ifjúsági regényíró, akit 2001-ben vett el feleségül.

## Bibliográfia

### Önálló regények
- Polymorph (1997)
- Fine Prey (1998)
- Evolution's Darling (2000)
- So Yesterday (2004)

#### Succession-sorozat
- The Risen Empire (2003, 2005-ben mindkét kötetet kiadták újra egy omnibuszban, The Risen Empire címmel)
- The Killing of Worlds (2003)

#### Midnighters-sorozat
- The Secret Hour (2004)
- Touching Darkness (2005)
- Blue Noon (2006)

#### Csúfok-sorozat
- Csúfok (Uglies 2005, magyar: 2007, Könyvmolyképző Kiadó)
- Szépek (Pretties, 2005, magyar: 2009, Könyvmolyképző Kiadó)
- Specials – Különlegesek (Specials, 2006, magyar: 2011, Könyvmolyképző Kiadó)
- Extras (2007)
- Bogus to Bubbly: An Insider's Guide to the World of Uglies (2008)
- Shay's Story (a Csúfok manga változata, 2012)

#### Peeps-sorozat
- Peeps (ismert még Parasite Positive címmel Britanniában és "V-Virus" címmel Kanadában, 2005)
- The Last Days

#### Leviatán-sorozat
- Leviatán (Leviathan, 2009. október 6., magyar: 2012, Ad Astra)
- Behemót (Behemoth, 2010. október 5., magyar: 2013, Ad Astra)
- Góliát (2011. szeptember 20., magyar: 2014, Ciceró)
- The Manual of Aeronautics (2012. augusztus 21.)

## Magyarul
- Csúfok; ford. Bosnyák Viktória; Könyvmolyképző, Szeged, 2007
- Szépek; ford. Bosnyák Viktória; Könyvmolyképző, Szeged, 2009
- Specials – Különlegesek; ford. Bosnyák Viktória; Könyvmolyképző, Szeged, 2011
- Leviatán; ford. Kleinheincz Csilla; Ad Astra, Bp., 2012
- Behemót; ford. Kleinheincz Csilla; Ad Astra, Bp., 2013
- Góliát; ford. Kleinheincz Csilla; Ciceró, Bp., 2014
- Túlvilágok; ford. Kleinheincz Csilla; Ciceró, Bp., 2015

## Díjak, elismerések
- Az Evolution's Darling a The New York Times Notable Book kitüntetését kapta meg (2000), és említésre került a 2000-es Philip K. Dick-díjnál.
- A So Yesterday elnyerte a Victorian Premier's-díjat.
- A The Secret Hour elnyerte az Aurealis-díjat.
- A Peeps és a Csúfok meg lettek említve a "Best Books for Young Adults"-on 2006-ban az American Library Association által.
- A Leviatán elnyerte a 2010-es Locus-díjat a legjobb ifjúsági regény kategóriában, és jelölték az ORCA-díjra (Oregon Reader's Choice Award).